# Manuel Benito Crespo
Prof. Manuel Benito Crespo Villalba (Burjasot, Valencia, 1962) es un botánico, taxónomo y profesor español.

## Biografía
Nació en Burjasot (Valencia), donde completó su formación académica básica y el bachillerato. En 1984 obtuvo la licenciatura en Ciencias Biológicas, especialidad Botánica, por la Universidad de Valencia, y en la misma alta casa de estudios, el doctorado en Biología, en 1989, con la máxima calificación. En 1990 accedió a una plaza de profesor Ayudante en la Universidad de Alicante, donde en 1991 obtuvo por concurso-oposición una plaza de Profesor Titular de Biología Vegetal, y en 2002 ganó igualmente en concurso-oposición una plaza de Catedrático de Universidad en el área de Botánica, en esa misma Universidad. Ha dirigido diversas tesis doctorales y ha participado en numerosos proyectos de investigación.
Es autor de más de 350 publicaciones científicas y técnicas (libros, capítulos de libro y artículos científicos y de divulgación), relativas a la investigación taxonómica, florística, biogeográfica, fitosociológica y de conservación de la flora mediterránea. Es autor o coautor de más de 650 nombres de táxones vegetales, así como miembro o asesor de varias sociedades científicas y revistas internacionales de Botánica. Forma parte del equipo de autores y editores de Flora iberica, en el que ha realizado labores de revisión o edición de varios géneros y familias de plantas vasculares de la península ibérica. Igualmente, es coautor de Flora valentina, obra que recoge la flora vascular de la Comunidad Valenciana.

## Algunas publicaciones

### Libros
- Gonzalo Mateo Sanz, Manuel B. Crespo Villalba. 2014. Claves Ilustradas para la Flora Valenciana. Monografías de Flora Montiberica 6. 503 p. Jolube Consultor y Editor Botánico. ISBN 978-84-941996-7-7

- Gonzalo Mateo Sanz, Manuel B. Crespo Villalba, Emilio Laguna Lumbreras. 2021. Flora valentina. Flora vascular de la Comunidad Valenciana. vol. IV (Angiospermae, IV). Lamiaceae-Rhamnaceae. Monografías de Flora Montiberica, n.º 7. Ed. Jolube Consultor Botánico y Editor. 366 pp. ISBN 978-84-121656-9-2

- Gonzalo Mateo Sanz, Manuel B. Crespo Villalba, Emilio Laguna Lumbreras. 2015. Flora valentina. Flora vascular de la Comunidad Valenciana. vol. III (Angiospermae, III). Convolvulaceae-Juglandaceae. Editor Fundación de la Comunidad Valenciana para el Medio Ambiente. 552 pp. ISBN 978-84-482-6011-8

- Gonzalo Mateo Sanz, Manuel B. Crespo Villalba, Emilio Laguna Lumbreras. 2013. Flora valentina. Flora vascular de la Comunidad Valenciana. vol. II (Angiospermae, II). Berberidaceae-Compositae. Editor Fundación de la Comunidad Valenciana para el Medio Ambiente. 268 pp. ISBN 978-84-482-5855-9

- Gonzalo Mateo Sanz, Manuel B. Crespo Villalba, Emilio Laguna Lumbreras. 2011. Flora valentina. Flora vascular de la Comunidad Valenciana. vol. I (Pteridophyta, Gymnospermae, Angiospermae I). Editor Fundación de la Comunidad Valenciana para el Medio Ambiente, 539 p. ISBN 978-84-482-5537-4

- Gonzalo Mateo Sanz, Manuel B. Crespo Villalba. 2009. Manual para la determinación de la flora valenciana, edición 4. Monografías de Flora Montiberica 5. Ed. Librería Compás, Alicante, 507 p. ISBN 978-84-86776-73-2

- José Luis Solanas Ferrándiz, Manuel Benito Crespo Villalba, José Carlos Cristóbal Fernanz. 2001. Medi físic i flora de la Marina Baixa. Monografías/Universidad de Alicante Series. Volumen 8 de Joan Fuster: Materials per a la docència en valencià. Fotografías de	José Carlos Cristóbal Fernanz. Edición ilustrada de Universidad de Alicante, 420 p. ISBN 84-7908-619-X

- Manuel B. Crespo Villalba, María Dolores Lledó Barrena. 1998a. El género Limonium Mill. (Plumbaginaceae) en la Comunidad Valenciana: taxonomía y conservación. Colección biodiversidad n.º 2. Editor Generalitat Valenciana, Consellería de Ambiente, 116 pp. ISBN 84-482-1827-2

- Gonzalo Mateo Sanz, Manuel B. Crespo Villalba. 1998b. Manual para la determinación de la flora valenciana. Monografías de Flora Montiberica n.º 3. Editor Flora Montibérica.org, 495 pp. ISBN 84-923461-0-8

- Gonzalo Mateo Sanz, Manuel B. Crespo Villalba. 1995. Flora abreviada de la Comunidad Valenciana. Editor Gamma, 483 pp. ISBN 84-89522-08-1

- Luis Vicente López-Llorca, Manuel Benito Crespo Villalba. 1991. Prácticas de botánica general. Editor Secretariado de Publicaciones, Universidad de Alicante, 223 pp. ISBN 84-7908-028-0

- Gonzalo Mateo Sanz, Manuel B. Crespo Villalba. 1990. Claves para la flora valenciana. Editor Promoció Cultura Valenciana, 430 pp. ISBN 84-85446-39-9

## Honores
- Presidente de la Asociación de Herbarios Ibero-Macaronésicos (AHIM),[3] 1997-2003

- Director del Departamento de Ciencias Ambientales y Recursos Naturales (dCARN) de la Universidad de Alicante, 2002-2013, 2021-

- Director del Grupo de Investigación "Botánica y conservación vegetal", de la Universidad de Alicante, 2007-

- Director de la "Unidad de Conservación y gestión de recursos fitogenéticos" del Centro Iberoamericano de la Biodiversidad (CIBIO) de la Universidad de Alicante, 1999-2007

- Director del Herbario de la Universidad de Alicante (ABH), 1991-

- Evaluador de proyectos de investigación de l'AGAUR (Agencia de Gestión de Ayudas Universitarias y de Investigación), de la Generalidad de Cataluña.

- Evaluador experto de proyectos de investigación de la ANEP (Agencia Nacional de Evaluación y Prospectiva), del Gobierno de España.

Membresías:
- “Mediterranean Island Specialist Group” de la Species Survival Commission de la UICN (Unión Mundial para la Naturaleza), 2003-

- "Grupo de Trabajo de Flora", del Comité Español de la UICN, 1997-

- "International Association for Plant Taxonomy" (IAPT),[4] 1992-

- "Asociación Española de Fitosociología" (AEFA), dependiente de la Federation Internationale de Phytosociologie (FIP), 1992-

- "Asociación Española para el Estudio de los Pastos" (SEEP), 2001-

- "American Society of Plant Taxonomists" (ASPT),[5] 1995-

- "Organization for the Phyto-Taxonomical Investigation of the Mediterranean Area" (OPTIMA),[6] 1996-

- "Systematics Association" (London), 1997-

- La abreviatura «M.B.Crespo» se emplea para indicar a Manuel Benito Crespo como autoridad en la descripción y clasificación científica de los vegetales.[7]